# Sport Club Fortuna Köln 1990-1991
Questa voce raccoglie le informazioni riguardanti il Sport Club Fortuna Köln nelle competizioni ufficiali della stagione 1990-1991.

## Stagione
Nella stagione 1990-1991 il Fortuna Colonia, allenato da Hans-Jürgen Gede, concluse il campionato di 2. Bundesliga al 11º posto. In Coppa di Germania il Fortuna Colonia fu eliminato al primo turno dal Remscheid.

## Rosa
| N. |                                 | Ruolo | Calciatore          |
| -- | ------------------------------- | ----- | ------------------- |
|    | Germania (bandiera)             | P     | Frank Agaciak       |
|    | Polonia (bandiera)              | P     | Jacek Jarecki       |
|    | Germania (bandiera)             | P     | Uwe Zimmermann      |
|    | Germania (bandiera)             | D     | Dirk Hupe           |
|    | Germania (bandiera)             | D     | Peter Ritter        |
|    | Germania (bandiera)             | D     | Michael Schmitz     |
|    | Germania (bandiera)             | D     | Hans-Jörg Schneider |
|    | Bosnia ed Erzegovina (bandiera) | D     | Edin Zekovic        |
|    | Germania (bandiera)             | C     | Ralf Aussem         |
|    | Germania (bandiera)             | C     | Andreas Brandts     |
|    | Germania (bandiera)             | C     | Matthias Döschner   |
|    | Germania (bandiera)             | C     | Hans-Jürgen Gede    |

| N. |                     | Ruolo | Calciatore       |
| -- | ------------------- | ----- | ---------------- |
|    | Germania (bandiera) | C     | Dirk Lottner     |
|    | Germania (bandiera) | C     | Martin Luhr      |
|    | Germania (bandiera) | C     | Jürgen Niggemann |
|    | Germania (bandiera) | C     | Holger Schmitz   |
|    | Germania (bandiera) | C     | Peter Seufert    |
|    | Egitto (bandiera)   | A     | Mohamed Azima    |
|    | Turchia (bandiera)  | A     | Ünsal Bayzit     |
|    | Germania (bandiera) | A     | Thorsten Bolzek  |
|    | Germania (bandiera) | A     | Holger Friz      |
|    | Germania (bandiera) | A     | Dirk Kurtenbach  |
|    | Ucraina (bandiera)  | A     | Viktor Pasul'ko  |
|    | Germania (bandiera) | A     | Achim Weber      |

## Organigramma societario
Area tecnica
- Allenatore: Hans-Jürgen Gede, Tony Woodcock
- Allenatore in seconda:
- Preparatore dei portieri:
- Preparatori atletici:

## Calciomercato

### Sessione estiva
| Acquisti | Acquisti          | Acquisti         | Acquisti |
| R.       | Nome              | da               | Modalità |
| -------- | ----------------- | ---------------- | -------- |
| A        | Mohamed Azima     | VfL Oldenburg    |          |
| C        | Matthias Döschner | Dinamo Dresda    |          |
| A        | Dirk Kurtenbach   | Hertha Berlino   |          |
| D        | Hans-Uwe Pilz     | Dinamo Dresda    |          |
| C        | Andreas Trautmann | Dinamo Dresda    |          |
| P        | Uwe Zimmermann    | Waldhof Mannheim |          |

| Cessioni | Cessioni        | Cessioni        | Cessioni |
| R.       | Nome            | a               | Modalità |
| -------- | --------------- | --------------- | -------- |
| D        | Hans-Uwe Pilz   | Dinamo Dresda   |          |
| A        | Matthias Hamann | Unterhaching    |          |
| D        | Paweł Król      | Śląsk Breslavia |          |
| C        | Victor Lopes    | Magonza         |          |
| C        | Dirk Rehbein    | BFC Dynamo      |          |

### Sessione invernale
| Acquisti | Acquisti | Acquisti | Acquisti |
| R.       | Nome     | da       | Modalità |
| -------- | -------- | -------- | -------- |

| Cessioni | Cessioni          | Cessioni      | Cessioni |
| R.       | Nome              | a             | Modalità |
| -------- | ----------------- | ------------- | -------- |
| C        | Andreas Trautmann | Dinamo Dresda |          |

## Risultati

### 2. Bundesliga

#### Girone di andata
| Arbitro: | Boos |

|                     |           |  |
| Acquah 19’ Haub 70’ | Marcatori |  |

| Arbitro: | Schmidt |

|            |           |                      |
| Bolzek 75’ | Marcatori | 43’ (rig.) Steinbach |

| Arbitro: | Albrecht |

|                                 |           |                                            |
| Biçici 49’ Heisig 56’ Eckel 77’ | Marcatori | 17’ Bolzek 19’ (rig.) Seufert 49’ Pasul'ko |

| Arbitro: | Kuhne |

|  |           |              |
|  | Marcatori | 90’ Golombek |

| Arbitro: | Berg |

|           |           |                                          |
| Klopp 18’ | Marcatori | 28’ Niggemann 39’ Kurtenbach 54’ Seufert |

| Arbitro: | Domberg |

|           |           |            |
| Weber 52’ | Marcatori | 30’ Hanses |

| Arbitro: | Matheis |

|               |           |            |
| Friz 27’, 28’ | Marcatori | 33’ Helmig |

| Arbitro: | Krug |

|               |           |                     |
| Eichenauer 7’ | Marcatori | 35’ Aussem 79’ Friz |

| Arbitro: | Harder |

|                        |           |                                                 |
| Friz 15’, 63’ Pilz 25’ | Marcatori | 46’, 79’ Preetz 74’ (rig.) Spyrka 85’ Akpoborie |

| Berlino 16 settembre 1990, ore 15:00 CEST 10ª giornata | Blau-Weiß Berlin | 0 – 0 referto | Fortuna Colonia | Stadio Olimpico (1 500 spett.)\| Arbitro: \| Brückner \| |
| Arbitro:                                               | Brückner         |               |                 |                                                          |

| Arbitro: | Buchhart |

|                        |           |                         |
| Brandts 40’ Bolzek 68’ | Marcatori | 20’, 65’ Aden 50’ Holze |

| Arbitro: | Amerell |

|  |           |             |
|  | Marcatori | 82’ Brandts |

| Arbitro: | Rubel |

|                                           |           |                 |
| Gähle 27’ (aut.) Brandts 36’ Pasul'ko 77’ | Marcatori | 25’ Capocchiano |

| Arbitro: | Strampe |

|                |           |            |
| Baranowski 23’ | Marcatori | 1’ Brandts |

| Arbitro: | Brückner |

|                    |           |                  |
| Friz 5’ Lottner 7’ | Marcatori | 39’, 66’ Tönnies |

| Arbitro: | Dellwing |

|                              |           |  |
| Dickgießer 64’ Schindler 88’ | Marcatori |  |

| Arbitro: | Theobald |

|          |           |                 |
| Hupe 50’ | Marcatori | 37’ Anderbrügge |

| Arbitro: | Holst |

|            |           |                |
| Moutas 63’ | Marcatori | 76’ Kurtenbach |

| Arbitro: | Best |

|          |           |               |
| Friz 12’ | Marcatori | 54’ Jurgeleit |

#### Girone di ritorno
| Arbitro: | Scheuerer |

|           |           |           |
| Bolzek 4’ | Marcatori | 90’ Gäher |

| Arbitro: | Fröhlich |

|                         |           |  |
| Ellmerich 14’ Linke 44’ | Marcatori |  |

| Arbitro: | Gangkofer |

|                    |           |             |
| Seufert 60’ (rig.) | Marcatori | 68’ Surmann |

| Arbitro: | Buchhart |

|                             |           |  |
| Schlotterbeck 22’ Spies 74’ | Marcatori |  |

| Arbitro: | Broska |

|                                   |           |            |
| Niggemann 16’ Hupe 41’ Bolzek 48’ | Marcatori | 15’ Möller |

| Arbitro: | Brückner |

|            |           |           |
| Thoben 57’ | Marcatori | 19’ Azima |

| Arbitro: | Wippermann |

|  |           |                         |
|  | Marcatori | 5’ Schneider 90’ Bayzit |

| Arbitro: | Gochermann |

|                    |           |            |
| Seufert 90’ (rig.) | Marcatori | 58’ Täuber |

| Arbitro: | Rubel |

|            |           |             |
| Spyrka 70’ | Marcatori | 25’ Lottner |

| Arbitro: | Feistner |

|                       |           |            |
| Friz 66’ Pasul'ko 90’ | Marcatori | 90’ Deffke |

| Arbitro: | Fux |

|                                  |           |                      |
| Löchelt 6’ Bjelanov 57’ Aden 72’ | Marcatori | 33’ Bolzek 88’ Weber |

| Arbitro: | Blüthgen |

|                       |           |                      |
| Pasul'ko 19’ Friz 47’ | Marcatori | 34’ Klaus 81’ Lellek |

| Arbitro: | Strigel |

|  |           |                        |
|  | Marcatori | 35’ Schneider 48’ Friz |

| Arbitro: | Brückner |

|                        |           |  |
| Schneider 70’ Friz 76’ | Marcatori |  |

| Arbitro: | Rubel |

|                                              |           |  |
| Tarnat 31’ Struckmann 35’ Bremser 47’ (rig.) | Marcatori |  |

| Arbitro: | Holst |

|             |           |  |
| Brandts 82’ | Marcatori |  |

| Arbitro: | Schmidt |

|                             |           |           |
| Borodjuk 57’ Sendscheid 76’ | Marcatori | 44’ Azima |

| Arbitro: | Osmers |

|  |           |                           |
|  | Marcatori | 65’ Tattermusch 86’ Marin |

| Arbitro: | Feistner |

|                                 |           |                       |
| Finke 1’ Korell 23’ Bastian 85’ | Marcatori | 21’ Pasul'ko 85’ Friz |

### Coppa di Germania
| Arbitro: | Gochermann |

|                                      |           |                              |
| Pröpper 48’ Gemein 100’ Schmidt 119’ | Marcatori | 80’ Kurtenbach 105’ Pasul'ko |

## Statistiche

### Statistiche di squadra
| Competizione      | Punti | In casa | In casa | In casa | In casa | In casa | In casa | In trasferta | In trasferta | In trasferta | In trasferta | In trasferta | In trasferta | Totale | Totale | Totale | Totale | Totale | Totale | DR |
| Competizione      | Punti | G       | V       | N       | P       | Gf      | Gs      | G            | V            | N            | P            | Gf           | Gs           | G      | V      | N      | P      | Gf     | Gs     | DR |
| ----------------- | ----- | ------- | ------- | ------- | ------- | ------- | ------- | ------------ | ------------ | ------------ | ------------ | ------------ | ------------ | ------ | ------ | ------ | ------ | ------ | ------ | -- |
| 2. Bundesliga     | 37    | 19      | 6       | 9       | 4       | 29      | 25      | 19           | 5            | 6            | 8            | 22           | 28           | 38     | 11     | 15     | 12     | 51     | 53     | -2 |
| Coppa di Germania | -     | 0       | 0       | 0       | 0       | 0       | 0       | 1            | 0            | 0            | 1            | 2            | 3            | 1      | 0      | 0      | 1      | 2      | 3      | -1 |
| Totale            | 37    | 19      | 6       | 9       | 4       | 29      | 25      | 20           | 5            | 6            | 9            | 24           | 31           | 39     | 11     | 15     | 13     | 53     | 56     | -3 |

### Andamento in campionato
| Giornata  | 1  | 2  | 3  | 4  | 5  | 6  | 7 | 8 | 9 | 10 | 11 | 12 | 13 | 14 | 15 | 16 | 17 | 18 | 19 | 20 | 21 | 22 | 23 | 24 | 25 | 26 | 27 | 28 | 29 | 30 | 31 | 32 | 33 | 34 | 35 | 36 | 37 | 38 |
| --------- | -- | -- | -- | -- | -- | -- | - | - | - | -- | -- | -- | -- | -- | -- | -- | -- | -- | -- | -- | -- | -- | -- | -- | -- | -- | -- | -- | -- | -- | -- | -- | -- | -- | -- | -- | -- | -- |
| Luogo     | T  | C  | T  | C  | T  | C  | C | T | C | T  | C  | T  | C  | T  | C  | T  | C  | T  | C  | C  | T  | C  | T  | C  | T  | T  | C  | T  | C  | T  | C  | T  | C  | T  | C  | T  | C  | T  |
| Risultato | P  | N  | N  | P  | V  | N  | V | V | P | N  | P  | V  | V  | N  | N  | P  | N  | N  | N  | N  | P  | N  | P  | V  | N  | V  | N  | N  | V  | P  | N  | V  | V  | P  | V  | P  | P  | P  |
| Posizione | 15 | 15 | 13 | 16 | 12 | 14 | 9 | 8 | 9 | 9  | 12 | 11 | 10 | 9  | 11 | 12 | 13 | 11 | 12 | 12 | 12 | 12 | 11 | 11 | 11 | 10 | 10 | 10 | 9  | 11 | 11 | 11 | 8  | 10 | 10 | 10 | 11 | 11 |

Legenda:

Luogo: C = Casa; T = Trasferta. Risultato: V = Vittoria; N = Pareggio; P = Sconfitta.

### Statistiche dei giocatori
| Giocatore     | 2. Bundesliga | 2. Bundesliga | 2. Bundesliga | 2. Bundesliga | Coppa di Germania | Coppa di Germania | Coppa di Germania | Coppa di Germania | Totale   | Totale | Totale      | Totale     |
| Giocatore     | Presenze      | Reti          | Ammonizioni   | Espulsioni    | Presenze          | Reti              | Ammonizioni       | Espulsioni        | Presenze | Reti   | Ammonizioni | Espulsioni |
| ------------- | ------------- | ------------- | ------------- | ------------- | ----------------- | ----------------- | ----------------- | ----------------- | -------- | ------ | ----------- | ---------- |
| F. Agaciak    | 3             | 0             | 0             | 0             | 0                 | 0                 | 0                 | 0                 | 3        | 0      | 0           | 0          |
| R. Aussem     | 15            | 1             | 1             | 0             | 1                 | 0                 | 0                 | 0                 | 16       | 1      | 1           | 0          |
| M. Azima      | 19            | 2             | 0             | 0             | 0                 | 0                 | 0                 | 0                 | 19       | 2      | 0           | 0          |
| Ü. Bayzit     | 20            | 1             | 5             | 1             | 0                 | 0                 | 0                 | 0                 | 20       | 1      | 5           | 1          |
| T. Bolzek     | 26            | 6             | 7             | 0             | 1                 | 0                 | 1                 | 0                 | 27       | 6      | 8           | 0          |
| A. Brandts    | 31            | 5             | 5             | 0             | 1                 | 0                 | 0                 | 0                 | 32       | 5      | 5           | 0          |
| M. Döschner   | 24            | 0             | 2             | 0             | 1                 | 0                 | 0                 | 0                 | 25       | 0      | 2           | 0          |
| H. Friz       | 28            | 12            | 4             | 0             | 0                 | 0                 | 0                 | 0                 | 28       | 12     | 4           | 0          |
| H. Gede       | 6             | 0             | 3             | 0             | 0                 | 0                 | 0                 | 0                 | 6        | 0      | 3           | 0          |
| D. Hupe       | 33            | 2             | 5             | 0             | 1                 | 0                 | 0                 | 0                 | 34       | 2      | 5           | 0          |
| J. Jarecki    | 21            | 0             | 1             | 0             | 1                 | 0                 | 0                 | 0                 | 22       | 0      | 1           | 0          |
| D. Kurtenbach | 5             | 2             | 1             | 0             | 1                 | 1                 | 0                 | 0                 | 6        | 3      | 1           | 0          |
| D. Lottner    | 22            | 2             | 2             | 0             | 0                 | 0                 | 0                 | 0                 | 22       | 2      | 2           | 0          |
| M. Luhr       | 3             | 0             | 0             | 0             | 0                 | 0                 | 0                 | 0                 | 3        | 0      | 0           | 0          |
| J. Niggemann  | 32            | 2             | 2             | 0             | 1                 | 0                 | 0                 | 0                 | 33       | 2      | 2           | 0          |
| V. Pasul'ko   | 37            | 5             | 4             | 0             | 1                 | 1                 | 0                 | 0                 | 38       | 6      | 4           | 0          |
| H. Pilz       | 13            | 1             | 4             | 0             | 1                 | 0                 | 0                 | 0                 | 14       | 1      | 4           | 0          |
| P. Ritter     | 19            | 0             | 2             | 0             | 1                 | 0                 | 0                 | 0                 | 20       | 0      | 2           | 0          |
| H. Schmitz    | 2             | 0             | 1             | 0             | 0                 | 0                 | 0                 | 0                 | 2        | 0      | 1           | 0          |
| M. Schmitz    | 4             | 0             | 0             | 0             | 0                 | 0                 | 0                 | 0                 | 4        | 0      | 0           | 0          |
| H. Schneider  | 36            | 3             | 5             | 0             | 1                 | 0                 | 0                 | 0                 | 37       | 3      | 5           | 0          |
| P. Seufert    | 34            | 4             | 2             | 0             | 1                 | 0                 | 1                 | 0                 | 35       | 4      | 3           | 0          |
| A. Trautmann  | 10            | 0             | 1             | 0             | 0                 | 0                 | 0                 | 0                 | 10       | 0      | 1           | 0          |
| A. Weber      | 17            | 2             | 1             | 0             | 0                 | 0                 | 0                 | 0                 | 17       | 2      | 1           | 0          |
| E. Zekovic    | 5             | 0             | 0             | 0             | 0                 | 0                 | 0                 | 0                 | 5        | 0      | 0           | 0          |
| U. Zimmermann | 14            | 0             | 1             | 0             | 0                 | 0                 | 0                 | 0                 | 14       | 0      | 1           | 0          |